# Protomelas fenestratus
Protomelas fenestratus es una especie de peces de la familia Cichlidae en el orden de los Perciformes.

## Morfología
Los machos pueden llegar alcanzar los 14 cm de longitud total.

## Distribución geográfica
Se encuentra en el África Oriental: es una especie  endémica del lago Malawi.